# Куп Литваније у кошарци
Куп Литваније у кошарци (литв. Lietuvos krepšinio federacijos taurė) је некадашње годишње кошаркашко такмичење у Литванији. Организацијом се бавио Кошаркашки савез Литваније. Такмичење се одржавало од 2007. до 2015. године. Од 2016. године замењено је Купом краља Миндовга.

## Победници

### Пре 2007.
| Сезона   | Победник        | Резултат                   | Финалиста | Трећепласирани |
| -------- | --------------- | -------------------------- | --------- | -------------- |
| 1989/90. | Жалгирис        | 81:80; 89:77; 73:86; 84:76 | Статиба   |                |
| 1997/98. | Лијетувос ритас |                            | Шјауљај   | Шилуте         |

### Од 2007.
| Сезона   | Домаћин            | Победник        | Резултат    | Финалиста       | Трећепласирани                                    | Резултат                                          | Четвртопласирани                                  |
| -------- | ------------------ | --------------- | ----------- | --------------- | ------------------------------------------------- | ------------------------------------------------- | ------------------------------------------------- |
| 2006/07. | Клајпеда           | Жалгирис        | 84:65       | Лијетувос ритас | Невежис                                           | 80:78                                             | Шјауљај                                           |
| 2007/08. | Шјауљај            | Жалгирис        | 83:72       | Лијетувос ритас | Шјауљај                                           | 111:92                                            | Нептунас                                          |
| 2008/09. | Паневежис          | Лијетувос ритас | 84:82       | Жалгирис        | Шјауљај                                           | 97:89                                             | Аисчиаи                                           |
| 2009/10. | Виљнус             | Лијетувос ритас | 77:65       | Жалгирис        | Шјауљај                                           | 79:76                                             | Невежис                                           |
| 2010/11. | Алитус             | Жалгирис        | 81:69       | Лијетувос ритас | Рудупис                                           | 98:74                                             | Нептунас                                          |
| 2011/12. | Каунас             | Жалгирис        | 99:62       | Пјено жваигждес | Невежис                                           | 69:65                                             | Рудупис                                           |
| 2012/13. | Пасвалис/ Пријенај | Пријенај        | 77:75 81:60 | Пјено жваигждес | Невежис и Шјауљај (Није игран меч за треће место) | Невежис и Шјауљај (Није игран меч за треће место) | Невежис и Шјауљај (Није игран меч за треће место) |
| 2013/14. | Паневежис          | Пријенај        | 92:91       | Лијетувос ритас | Жалгирис                                          | 91:67                                             | Нептунас                                          |
| 2014/15. | Каунас             | Жалгирис        | 82:76       | Лијетувос ритас | Шјауљај                                           | 77:62                                             | Јувентус                                          |

### Нису играли куп
| Тим             | Сезона неиграња   |
| --------------- | ----------------- |
| Лијетувос ритас | 2011/12, 2012/13. |
| Жалгирис        | 2012/13.          |

## Успешност клубова (од 2007)
| Тим             | Победник | Другопласирани | Трећепласирани | Године титула                                |
| --------------- | -------- | -------------- | -------------- | -------------------------------------------- |
| Жалгирис        | 5        | 2              | 1              | 2006/07, 2007/08, 2010/11, 2011/12, 2014/15. |
| Лијетувос ритас | 2        | 5              | 0              | 2008/09, 2009/10.                            |
| Пријенај        | 2        | 0              | 1              | 2012/13, 2013/14.                            |
| Пјено жваигждес | 0        | 2              | 0              |                                              |
| Шјауљај         | 0        | 0              | 4              |                                              |
| Невежис         | 0        | 0              | 2              |                                              |

## Суперкуп Литваније
У сезони 2012/13. Лијетувос ритас и Жалгирис су организовали одвојено такмичење звано Суперкуп Литваније. Две утакмице су одигране у септембру 2012: прва у Каунасу где је Жалгирис славио са 89:71 и друга у Виљнусу где је било нерешено 87:87. Жалгирис је освојио Суперкуп укупним резултатом 176:158.